# إميليو فيلانويفا
إميليو فيلانويفا (بالإسبانية: Emilio Villanueva Peñaranda)‏ هو مهندس معماري وأستاذ جامعي بوليفي، ولد في 28 نوفمبر 1882 في لاباز في بوليفيا، وتوفي بنفس المكان في 14 مايو 1970.